# Scotochroa atra
Scotochroa atra là một loài bọ cánh cứng trong họ Melandryidae. Loài này được LeConte miêu tả khoa học năm 1874.